# Andrej Polonec
Andrej Polonec (Kostyán, 1906. december 22. – Pozsony, 1984. október 26.) szlovák néprajzkutató, muzeológus, középiskolai tanár

## Élete
1926-ban végzett a turócszentmártoni gimnáziumban, majd 1936-ban a Comenius Egyetemen történelem-földrajz szakon. 1948-ban a prágai Károly Egyetemen védte meg disszertációját etnográfia szakon.
1927-1951 között különböző városok középiskoláin tanított. 1936-tól rendszeresen együttműködött a turócszentmártoni Szlovák Nemzeti Múzeummal. 1951-1952-ben a pozsonyi Szlovák Tudományos Akadémia Nemzeti Intézetében dolgozott, majd 1952-től vezető munkatárs a turócszentmártoni Szlovák Nemzeti Múzeumban.
A Szlovák Néprajzi Társaság tagja, később tiszteletbeli tagja. A szlovák etnográfia és muzeológia intézményesítésének alapító nemzedékéhez tartozott. A gyűjtésen kívül, elsősorban a hagyományos és megszűnt mesterségek, illetve a népi alkotások és anyagi kultúra kutatásával foglalkozott. Ezen kívül a Szlovák Muzeális Társaság történetét is kutatta, valamint 1960-tól megbízták a Szlovák Nemzeti Múzeum - Szlovák Falumúzeumának (skanzen) előkészítésével és ennek fejlesztésén dolgozott.

## Elismerései
- 1970 Andrej Kmeť-díj

## Művei
- 1941 Turiec s národopisného hľadiska. Sborník Muzeálnej slovenskej spoločnosti XXXIV-XXXV
- 1948 Oravské Plátenníctvo
- 1960 Slovenské opasky, kapsy a spínadlá
- 1962 Pukanská keramika (tsz. Marta Turzová)
- 1963 Slovenské valašky, fokoše a čakany
- 1971 Blatnica - Brána do Gaderskej doliny
- 1977 Tvarované a zdobené palice